# Distretto di Güzelbahçe

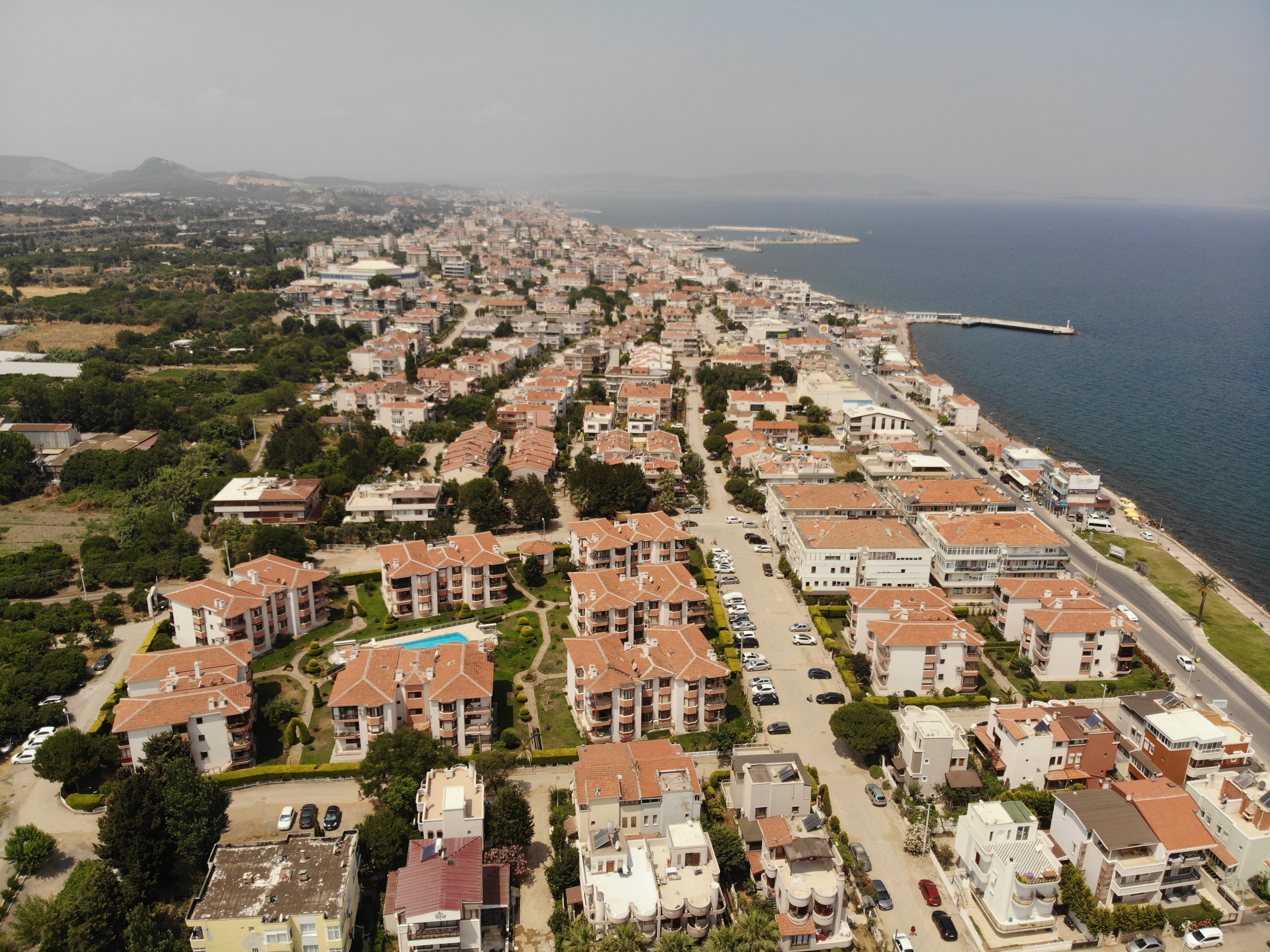
Aerial view of Yalı neighbourhood of Güzelbahçe.

Il distretto di Güzelbahçe (in turco Güzelbahçe ilçesi) è uno dei distretti della provincia di Smirne, in Turchia.